# Poimenesperus nigrosignatus
Poimenesperus nigrosignatus là một loài bọ cánh cứng trong họ Cerambycidae.